# Carlo Carrà
Carlo Carrà (Quargnento, 11 de febrer de 1881 - Milà, 13 d'abril de 1966) va ser un pintor italià, màxim exponent del futurisme pictòric. A part de les seves pintures, va escriure diversos llibres sobre art.
Als dotze anys se'n va anar de casa per a treballar com a decorador de murals. El 1899 va estar a París decorant els pavellons de l'Exposició Universal. Va passar uns anys a Londres on va entrar en contacte amb alguns anarquistes italians exiliats. Va tornar a Milà el 1901. El 1906 va entrar a l'Accademia di Brera, on va estudiar amb Cesare Tallone. El 1910 va començar l'època més popular de l'artista.
La seva etapa futurista va acabar coincidint amb la Primera Guerra Mundial. El seu treball es va fer més clar en formes i estil. Als anys vint i trenta va iniciar un període més fosc.